# Tribal Tech
Tribal Tech es una banda de fusión progresiva, fundada en 1984 por el guitarrista Scott Henderson y el bajista Gary Willis. En Tribal Tech está Scott Kinsey al teclado y Kirk Covington en la batería. Han producido 9 Discos, en los cuales usan blues, jazz, y rock. La banda es reconocida por los talentos de los integrantes y por su importancia para el jazz fusión en general. 
Después de Rocket science (2000) los integrantes de la banda le han dedicado más tiempo a sus bandas como solistas.

## Integrantes
- Scott Henderson - Guitarra
- Gary Willis - Bajo
- Scott Kinsey - Teclado
- Kirk Covington - Batería

## Discografía
- Spears (1985)
- Dr. Hee (1987)
- Nomad (1989)
- Tribal Tech (1991)
- Illicit (1992)
- Face First (1993)
- Reality Check (1995)
- Thick (1999)
- Rocket Science (2000)
- X (2012)